# Варшавско гето
Варшавското гето е създадено от Нацистка Германия за настаняване на германски и полски евреи по време на Втората световна война. Концлагерът е най-големият от този вид, построяван от нацистите.
Гетото е построено в центъра на Варшава в средата на 1940 година. В него са депортирани евреите от Варшава и от няколко полски провинции под диктатурата на нацистите. Служи най-вече като събирателен лагер за евреите, препращани в концентрационния лагер „Треблинка“.
През април 1943 година във Варшавското гето започва въстание, при потушаването на което то е силно разрушено, а основната част от жителите му са избити или депортирани в „Треблинка“.
- Германски войници претърсват евреи във Варшавското гето
- Трамвай „само за юдеи“ в гетото
- Депортация на евреи от гетото в „Треблинка“